# Étais
Étais ist eine französische Gemeinde mit 76 Einwohnern (Stand 1. Januar 2022) im Département Côte-d’Or in der Region Bourgogne-Franche-Comté. Sie gehört zum Arrondissement Montbard und zum gleichnamigen Kanton Montbard.
Nachbargemeinden sind Savoisy im Nordwesten, Puits im Nordosten, Villaines-en-Duesmois im Südosten, Touillon im Süden und Montbard im Südwesten.

## Bevölkerungsentwicklung
| Jahr                       | 1962 | 1968 | 1975 | 1982 | 1990 | 1999 | 2008 | 2016 |
| -------------------------- | ---- | ---- | ---- | ---- | ---- | ---- | ---- | ---- |
| Einwohner                  | 127  | 132  | 140  | 122  | 96   | 87   | 89   | 86   |
| Quellen: Cassini und INSEE |      |      |      |      |      |      |      |      |